# Crocus imperati
Crocus imperati es una especie de planta fanerógama del género Crocus perteneciente a la familia de las Iridaceae. Es originaria de  Italia.

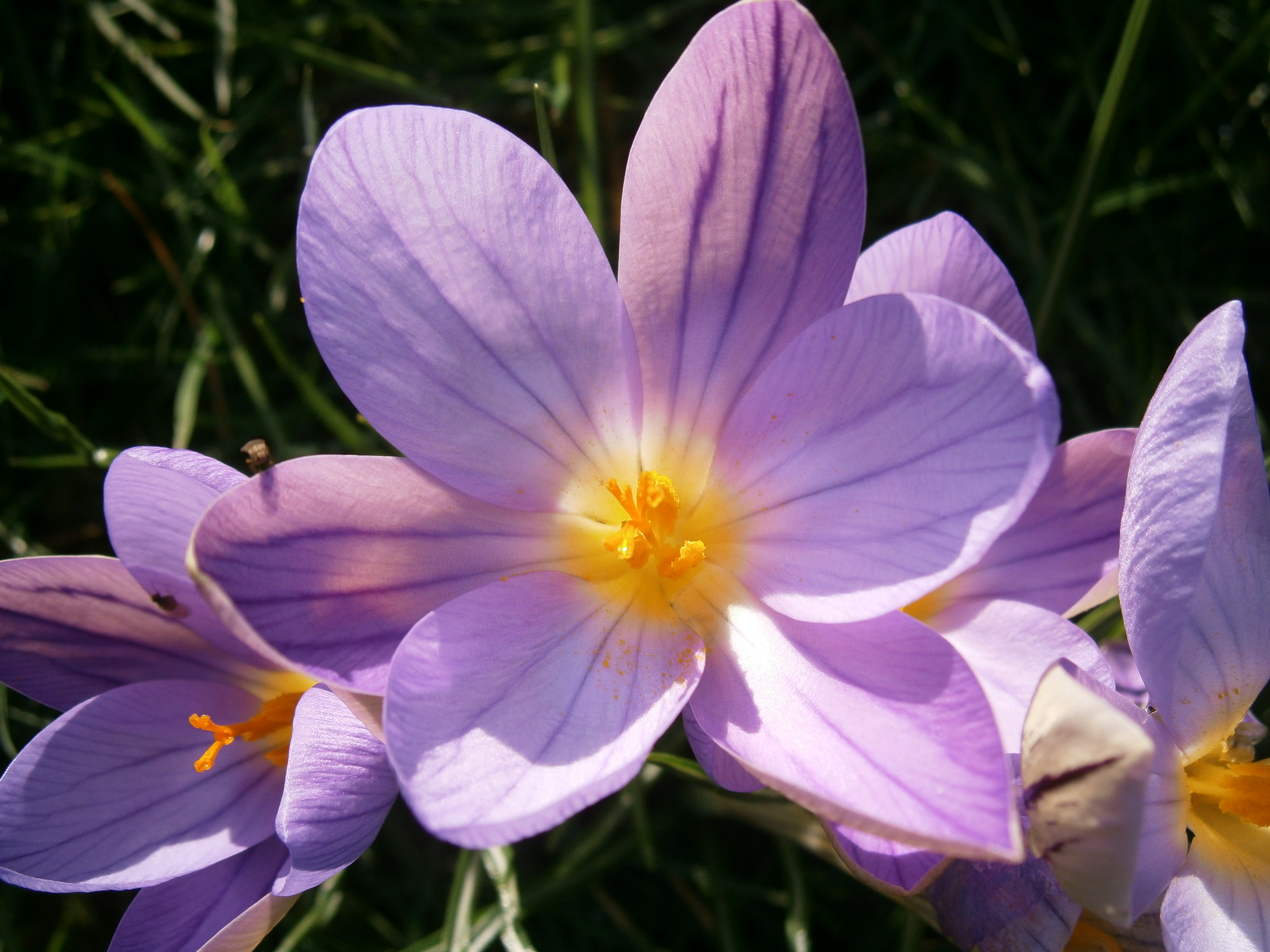
Flor

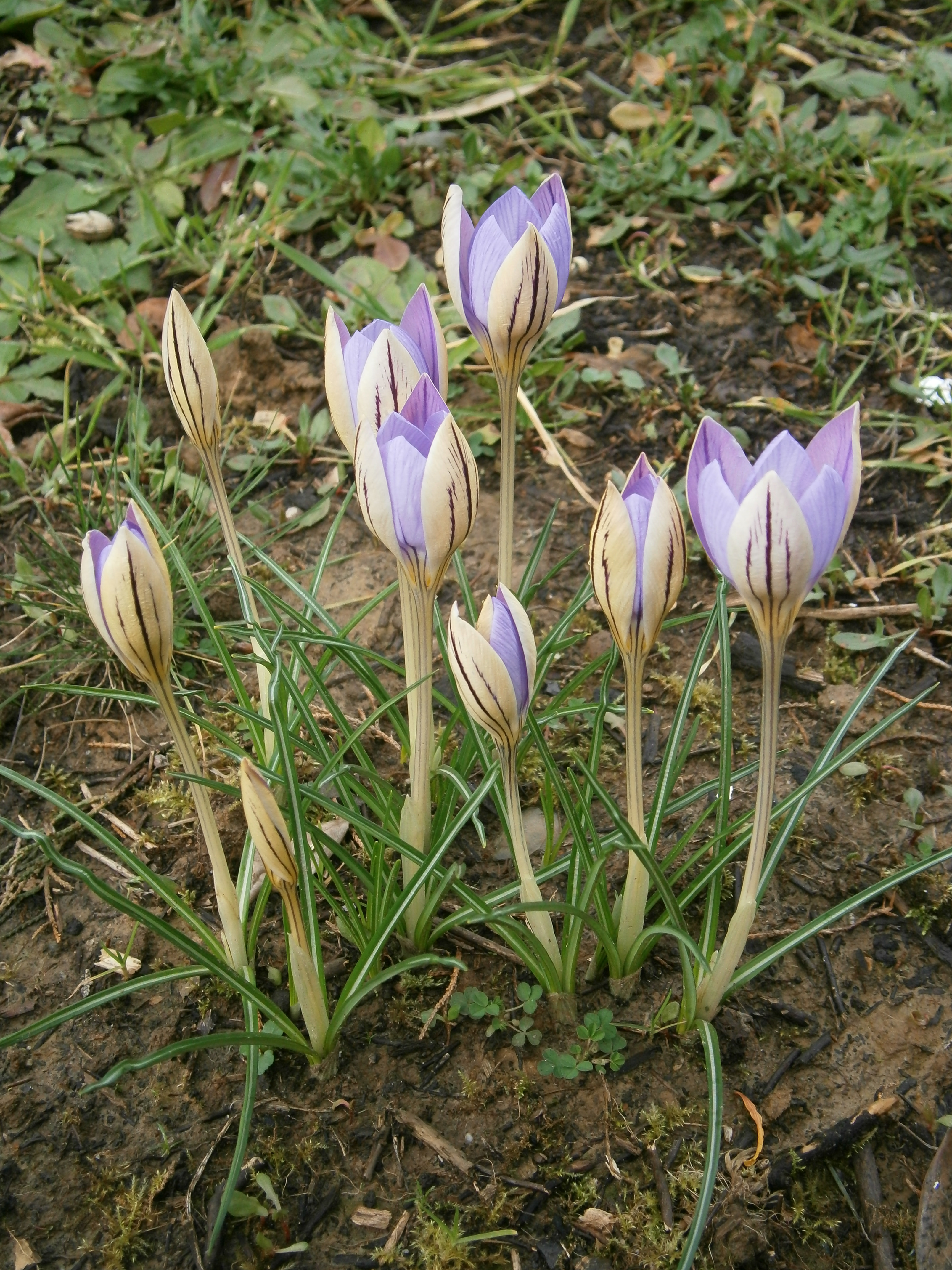
En su hábitat

## Descripción
Crocus imperati es un tubérculo perenne geofita que alcanza un tamaño de entre 5 y 10 centímetros de altura.  El interior de la flor es de color púrpura, el exterior de color amarillo paja con rayas moradas significativamente más oscuras. El perigonio mide  25 a 45 × 7 a 18 milímetros. El período de floración es de enero a marzo.

## Distribución y hábitat
Crocus imperati es una de las especies con grandes flores endémicas de Italia, que se encuentra en el lado oeste en las regiones de Lazio y Campania (aprox. de Roma a Nápoles). Las flores son de color violeta en el interior y en el exterior con rayas violetas color crema.

## Taxonomía
Crocus imperati fue descrita por Michele Tenore y publicado en Mem. Crochi Fl. Nap. 10 1826.
Etimología
Crocus: nombre genérico que deriva de la palabra griega:
κρόκος ( krokos ). Esta, a su vez, es probablemente una palabra tomada de una lengua semítica, relacionada con el hebreo כרכום karkom, arameo ܟܟܘܪܟܟܡܡܐ kurkama y árabe كركم kurkum, lo que significa " azafrán "( Crocus sativus ), "azafrán amarillo" o la cúrcuma (ver Curcuma). La palabra en última instancia se remonta al sánscrito kunkumam (कुङ्कुमं) para "azafrán" a menos que sea en sí mismo descendiente de la palabra semita.
imperati: epíteto latíno que significa "del invierno"
Sinonimia
- Crocus albiflorus subsp. neapolitanus (Ker Gawl.) Suess.
- Crocus imperati var. albiflorus Ten.
- Crocus imperati var. reidii Maw
- Crocus imperatonianus Herb.
- Crocus imperatonianus var. albus Herb.
- Crocus imperatonianus var. montanus Herb.
- Crocus imperatonianus var. rupestris Herb.
- Crocus incurvus Donn ex Steud.
- Crocus neapolitanus (Ker Gawl.) Ten.
- Crocus recurvus Haw.
- Crocus reflexus Donn
- Crocus vernus var. neapolitanus Ker Gawl.[7][8]